# 鞠懙
鞠懙（？—？），山東海陽人，清朝政治人物。舉人出身。
乾隆三十三年二月，接替王德安。擔任江蘇荆溪縣知縣。后由林培田接任。